# Orellana la Vieja
Orellana la Vieja – gmina w Hiszpanii, w prowincji Badajoz, w Estramadurze, o powierzchni 37,05 km². W 2011 roku gmina liczyła 2939 mieszkańców.